# Volupté (mythologie)
 (août 2025).
Si vous disposez d'ouvrages ou d'articles de référence ou si vous connaissez des sites web de qualité traitant du thème abordé ici, merci de compléter l'article en donnant les références utiles à sa vérifiabilité et en les liant à la section « Notes et références ».
Pour les articles homonymes, voir Volupté.

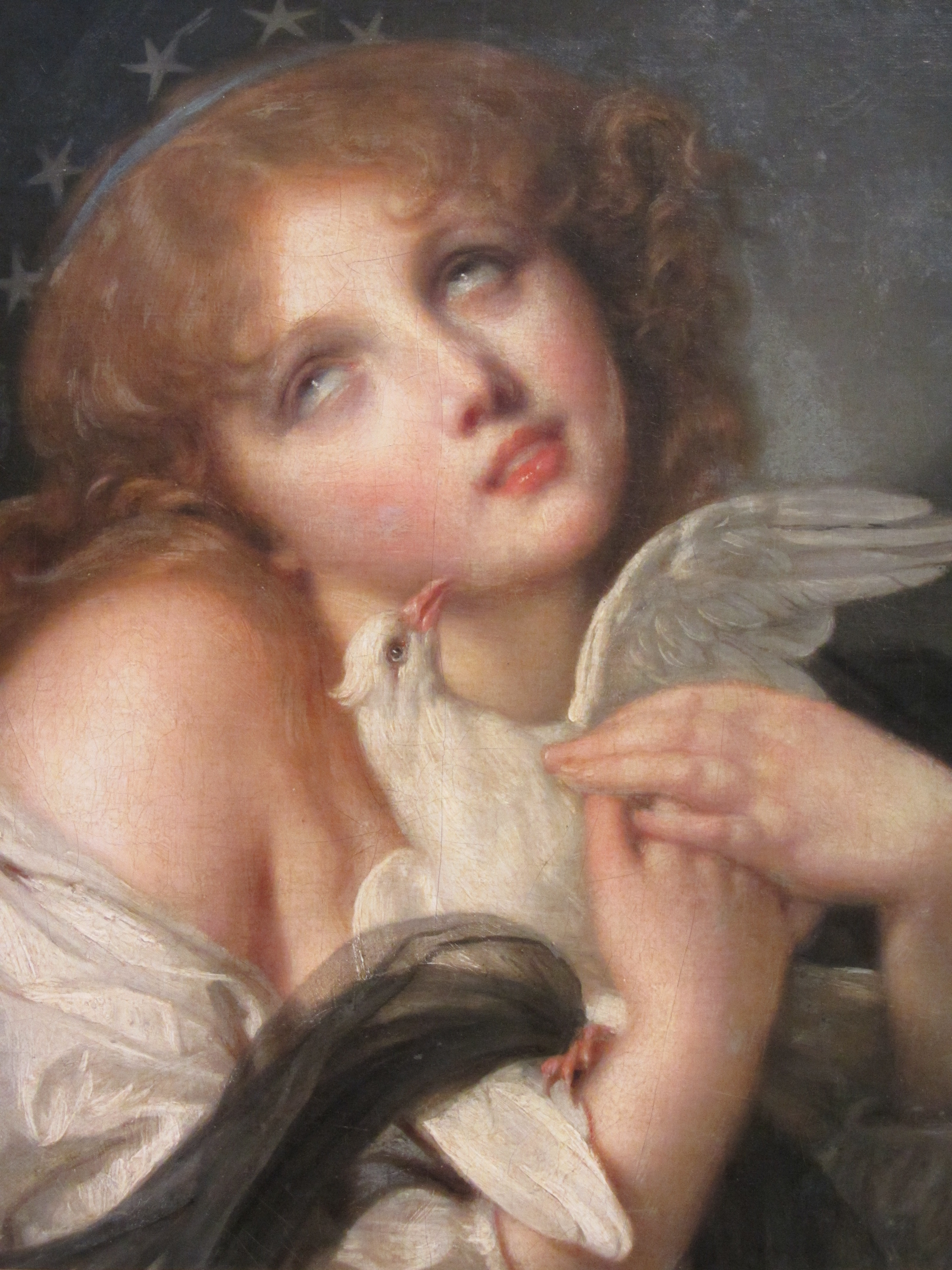
Voluptueuse, huile de Jean-Baptiste Greuze, musée Pouchkine, Moscou.

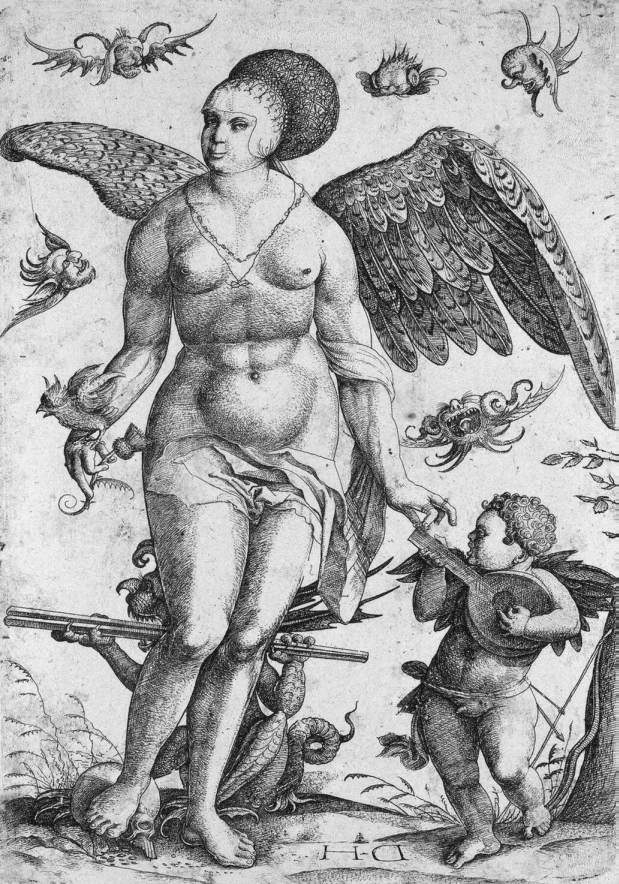
Volupté, par Daniel Hopfer vers 1500.

Dans la mythologie romaine, Volupté (Voluptas, en latin) était la personnification de la volupté et de la sensualité. Elle est à rapprocher de la déesse grecque Hédoné (Ηδονή).
Volupté est la fille née de l'amour de la déesse Psyché et du dieu Éros, ou Cupidon.
Volupté était représentée comme une jeune personne au teint pâle assise sur un trône et tenant la Vertu sous ses pieds.
Elle a parfois été confondue, trop vite sans doute, avec Volupia, dont le nom est étymologiquement proche.